# Carceus Márton
Karcagújszállási-Carceus Márton, Martinus Carceus (1643 körül – Leiden, 1670-es évek) magyar orvos.

## Élete
Karcagújszállási (ma Karcag) származású; középiskoláit Debrecenben végezte, 1660-ban iratkozott be a Debreceni Kollégiumba, ahol 1664 nyaráig tanult. 1664 telén már a Sárospataki Kollégium tanulója volt. Azután Groningenbe ment, ahol 1667. július 22-én iratkozott be az egyetemre, teológus és medikus hallgató volt. Először 1668. május 23-án vitázott a Babel sive Concordia discors, circa possibilem dimensium penetrationem et unius corporis multipraesenti című disputáción. Később Leidenbe került, ahol 1669. március 29-én került a hallgatók sorába (ekkor 26 éves volt), 1670 márciusában került sor nyilvános orvosi vizsgájára, értekezésének címe: Disputatio Chymico-medica de Acido praecipue Mikrocosmi volt. Orvosi disszertációjának védésére 1672. június 27-én került sor, ennek címe: Consideratio medica inauguralis Fluxus Hepatict. Hazatérnie már nem volt értelme, mivel az 1669-es Wesselényi-féle összeesküvés után Karcag lakossága elmenekült Debrecenbe. Magyarországon nem tudott orvosi gyakorlatot teljesíteni, a doktori fokozatának elnyerését követően nem sokkal hunyt el Leidenben.

## Munkái
- Dissertatio inaug. medica de haemoptisi. Lugd. Batav., 1671.
- Carmen honoribus Georgii Kováts tatai Herculem vere cognitum. Uo. 1671.
- Index rerum et materiae in Lib. I. praxeos medicae Fr. de la Boe Sylvii. Uo. 1671. (Sylvius munkáiban többször lenyomatva.)